# 亨利維爾 (印第安那州)

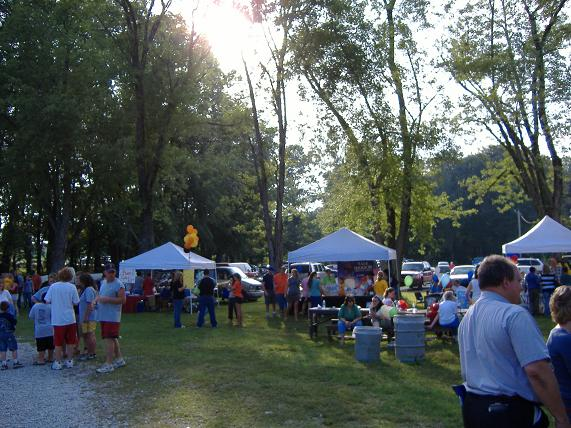
位於亨利維爾的節慶（2006年）

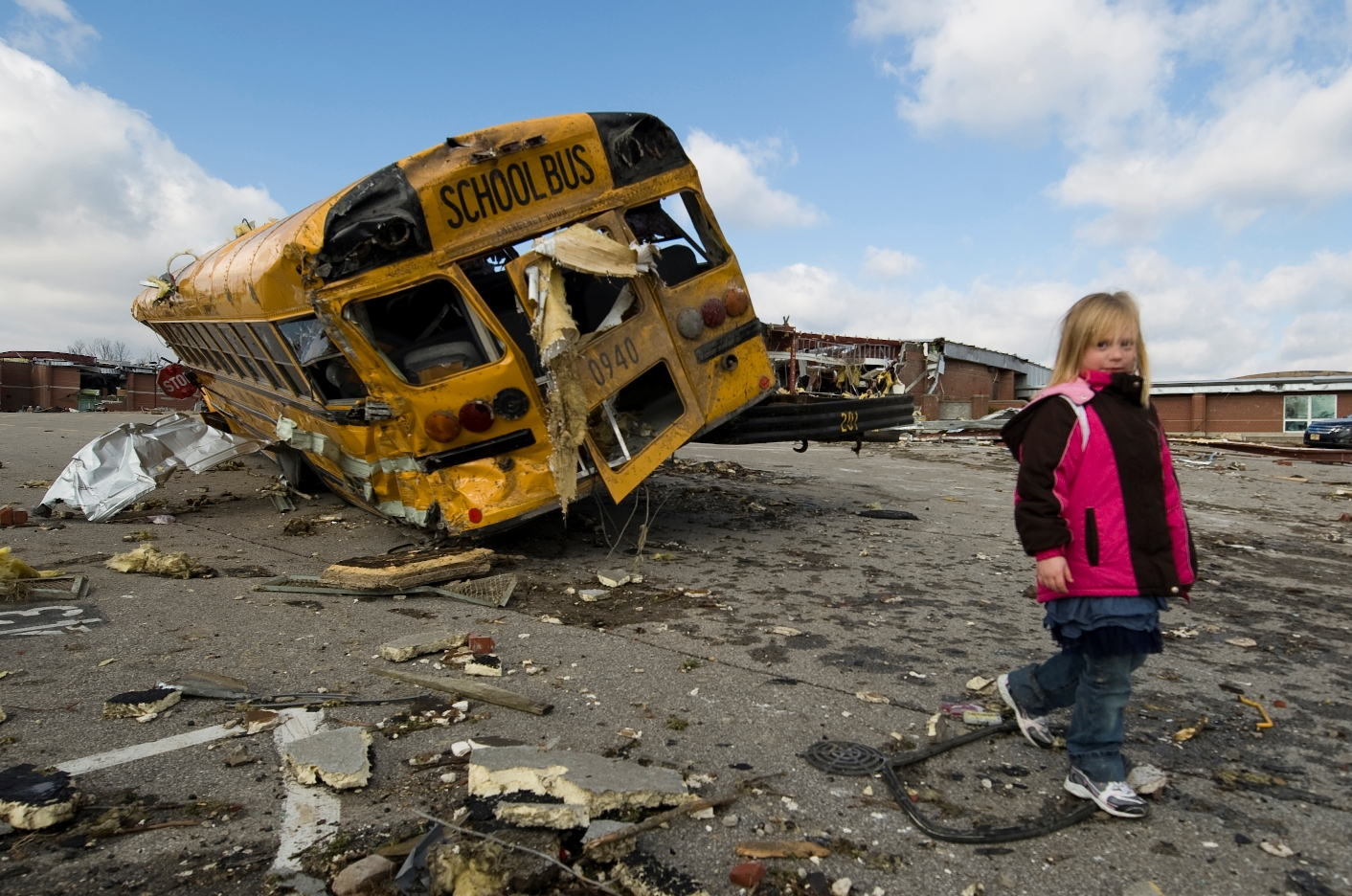
龍捲風在2012年3月襲擊亨利維爾後，一名女孩在當地的小學停車場中行走。

亨利維爾為美國印第安納州克拉克縣門羅鎮區的一座普查规定居民点。根據2010年美國人口普查，此地區人口有1,905人。
克拉克州立森林坐落在亨利維爾境內，為印第安納州最早設立的州立森林，另外此地區也是肯德基創始人哈兰德·桑德斯的故鄉。

## 歷史
此地區於1850年設立，當時稱莫里斯敦（Morristown）。後來在1853年更名為現名，以紀念曾在威士忌暴乱中擔任上校的亨利·弗格森（Henry Ferguson）上校。1840年，亨利·弗格森購買此地區的土地，而後在此地區設立亨利維爾，並幫助說服賓夕法尼亞鐵路官員能讓該鐵路線可通過克拉克縣。此地區的郵政局於1865年設立。
亨利維爾為肯德基創始人哈兰德·桑德斯上校的故鄉。

### 2012年龍捲風
美東時間2012年3月2日下午3時15分許，一個EF-4級的龍捲風襲擊亨利維爾，並對當地造成大規模的損害，而該次災害至少造成3人喪生。該龍捲風的移動路徑長度超過50英里。亨利維爾小學（Henryville Elementary School）和亨利維爾中學因受到此龍捲風的襲擊而被摧毀。

## 地理
亨利維爾坐落在北緯38度32分28秒、西經85度46分0秒（亦可表示成38.541088, -85.766677）。根據美国人口调查局的資料，此普查规定居民点總面積為2.9平方英里（7.51平方），全境皆為陸地。

### 氣候
夏季炎熱多雨、冬季涼爽乾燥為此地區的氣候特徵。根據柯本气候分类法，亨利維爾的氣候屬於副热带湿润气候，氣候圖中簡寫「Cfa」。

## 人口統計
| 调查年                | 人口  | 备注 | %±    |
| --------------------- | ----- | ---- | ----- |
| 2000                  | 1,545 |      | —     |
| 2010                  | 1,905 |      | 23.3% |
| U.S. Decennial Census |       |      |       |

據2000年人口普查，此地區人口有1,545人，戶數583戶，434個家庭。人口密度為207.1人/每平方公里（535.6人/每平方英里）。此地區有609棟住宅，平均每平方公里有81.6棟住宅。此地區居民之種族中，白人佔99.16%，非裔美國人佔0.06%，美洲原住民佔0.13%，亞裔美國人佔0.26%，混血種族則佔0.39%。而西班牙裔或拉丁裔美國人佔此地區人口的0.26%。
此地區之戶籍數計有583戶，其中擁有18歲以下孩童的住戶佔38.1%；已婚夫婦且同居的住戶佔58.8%，住戶為女性單親者佔11.0%；住戶並非一個家庭的佔25.4%。住戶為獨自一人居住的佔全戶之21.6%，其中有7.9%為65歲或以上之獨居老人。每戶住戶平均成員人數為2.65人，每個家庭平均成員人數則是3.07人。
以年齡層分類，年齡未滿18歲者佔26.1%；年齡介在18歲至24歲之間者佔10.4%；年齡介在25歲至44歲之間者佔32.6%；年齡介在45歲至64歲之間者佔22.1%；年齡超過65歲者佔8.7%。此地區居民之年齡中位數為34歲。性別比為每100名女性所對應的男性數為97.1名，如只計算18歲或以上的居民，則是每100名女性所對應的男性數為96.4名。
此地區每戶收入中位數為49,405美元，每個家庭平均收入為55,000美元。男性平均收入38,938美元；女性平均收入22,043美元。此地區人均收入為17,745美元。此地區約有6.2%的家庭以及4.9%的居民低於貧窮門檻，其中無18歲以下者，65歲以上者佔27.0%。

## 教育
亨利維爾境內設有一座小學以及一座中學。

## 基礎設施

### 公路
65號州際公路由北至南穿越過亨利維爾西部，而路線大致與31號美國國道平行。160號印第安納州州道在亨利維爾境內與65號州際公路及31號美國國道交會。

### 鐵路
路易維爾和印第安那鐵路由北至南穿越過亨利維爾，而路線大致與31號美國國道平行。

## 外部連結
- West Clark Community Schools
- Clark State Forest （页面存档备份，存于）